# تیم ملی فوتبال زنان اتحاد جماهیر شوروی
تیم ملی فوتبال زنان اتحاد جماهیر شوروی نماینده فوتبال زنان کشور اتحاد جماهیر شوروی سوسیالیستی در مسابقات بین‌المللی بوده‌است.
این تیم پس از فروپاشی شوروی با نام تیم ملی فوتبال زنان روسیه در مسابقات حضور پیدا می‌کند. این تیم در سال ۱۹۹۰ تأسیس شد و برای مدت کوتاهی تا فروپاشی اتحاد جماهیر شوروی در سال بعد برقرار بود. اولگ لپشین در ۲۰ ماه موجودیت تیم سرمربیگری آن را بر عهده داشت. تیم زنان شوروی نخستین بازی خود را در ۲۶ مارس ۱۹۹۰ در مقابل تیم ملی فوتبال زنان بلغارستان و در کازانلاک انجام داد که این بازی را با نتیجهٔ ۱–۴ پیروز شد. دو هفته پس از آن آنها اولین بازی خود را در خاک شوروی انجام دادند که مقابل تیم نروژ و در شهر سواستوپول بود که به تساوی بدون گل انجامید. تیم زنان شوروی در مسابقات انتخابی ۱۹۹۱ اروپا شرکت نکرد و به جای آن بازی‌های دوستانه انجام می‌داد.
این تیم به مسابقات فوتبال زنان اروپا ۱۹۹۳ صعود کرد تا اولین حضور خود در مسابقات بین المللی به ثبت برساند. تیم زنان شوروی تنها بازی رسمی خود را در ۶ اکتبر ۱۹۹۱ و در مقابل مجارستان انجام داد که با نتیجه ۱–۲ در برابر این تیم به پیروزی رسید. این بازی همچنین آخرین  بازی این تیم در مدت حیات کوتاهش بود که با کارنامهٔ ۹ برد ۹ تساوی و ۱۶ باخت به پایان رسید. دومین مسابقات انتخابی در فوریهٔ ۱۹۹۲ و پس از انحلال فدراسیون فوتبال شوروی بود که با آغاز به کار تیم ملی فوتبال زنان روسیه و نمایندگی روسیه همراه شد.